# ブジャイ
ブジャイは、イェヘナラ氏女真族。初代イェヘ西城主・チンギヤヌの子で、二代目城主。
父の死後に西城主を承継し、父祖の恨みを霽らすべく、従兄弟のナリムブル (東城主) とともにハダを幾度にも亘って襲撃した。明朝の介入によりハダとイェヘとで貢勅の折半が決まると、矛先を勢力拡大中のヌルハチに向けはじめたが、グレ山での戦闘中に殺害された。
『清史稿』に「納林布祿ナリムブル尤もっとも狂悖」とある通り、過激派・行動派の従兄弟・ナリムブルとは対称的に、ブジャイが単独で何か行動にでることないようで、基本的にはナリムブルと対ツイで現れる。

## 略史
万暦12 (1584) 年、イェヘ西城主・チンギヤヌと東城主・ヤンギヌが同時に李成梁によって殺害された為、チンギヤヌの子・ブジャイ (西城主) とヤンギヌの子・ナリムブル (東城主) は後を継いでそれぞれ城主となった。二人はイェヘの残党をかき集めると、ハダへの復讐を謀り、数年後には蒙古のイェルデン (以児鄧)やホルチン部ウンガダイと聯合してハダのダイシャンを攻撃した。この頃のハダは後継者争いで荒れていた。

### 対明降伏
万暦16 (1588) 旧暦、明朝はハダ援護のためにイェヘ討伐を決め、李成梁に出兵させた。明軍が迫って来たのをみたブジャイは、兵力を併せて対抗しようと考え、居城を捨ててナリムブルのいる東城へ逃亡した。明軍は二日に亘って攻め続けたものの、イェヘの城は非常に堅牢で陥落させられず、李成梁は巨砲を撃ち込んでようやく城壁を破壊することに成功した。明軍が更に雲梯を直立させてその上に巨砲を設置した為、ブジャイとナリムブルは驚懼して白旗を挙げ、明軍は撤収した。この後、明朝はイェヘの使者に対し、貢勅をハダと折半させることを約束した。

### 満国勃興
万暦15 (1587) 年に建州三衛などを基に樹立されたマンジュ･グルン (満洲国) は、フルン (海西女真) にとって新たな脅威となりつつあった。東城主・ナリムブルはヌルハチに領土割譲を要求したが拒否され、続けてハダ、ホイファとともに使者を送り脅迫したが、これも失敗に終った。そこでナリムブルはいよいよ武力に訴え、ブジャイとともにフルン四部で聯合してマンジュのフブチャ部落を襲撃したが、ハダ国主・メンゲブルがヌルハチの報復に遭って敗走した (→「富爾佳斉大戦」)。その数箇月後、イェヘは四部から九部に聯合軍の規模を拡大させて、マンジュとグレ山で対戦したが、ブジャイが殺害され、聯合軍は惨敗した (→「古勒山の戦」)。死後、子・ブヤングが後を継いだ。

## 年表
万暦12 (1584) 年、父・チンギヤヌと叔父・ヤンギヌが明軍の計略にかかって殺害された (「市圏之計」)。
万暦15 (1587) 年、ナリムブルが数度に亘ってハダに侵略。
万暦16 (1588) 年旧暦3月、明朝の李成梁軍と交戦し、降伏。貢勅をハダと折半することで落着。
万暦19 (1591) 年旧暦正月、ハダ国主・ダイシャン殺害。同年、東城主・ナリムブルがヌルハチに領土割譲を求めるもヌルハチは拒否。この頃、長白山部のジュシェリ (珠舍哩) とネイェン (訥殷) がイェヘを糾合してドゥン･ガシャン (洞寨) を掠奪。
万暦21 (1593) 年旧暦6月、建州部のフブチャ部落を襲撃。ヌルハチは報復としてハダ領フルギヤチ部落の戦でメンゲブルを撃破。
万暦21 (1593) 年旧暦9月、九部聯合軍として出撃したが、グレ山の戦でヌルハチに惨敗。

## 家族
- 妻：名不詳。子・ブルカングとともにアイシン (後金) に帰順し、ヌルハチの兄嫁と見做された。天命10 (1625) 年、ヌルハチはブルカングの母ら六人を年長者として酒宴に招いた。ブヤングの母と同一人物ともいわれる。

### 子孫
- 子：ブヤング
- 子：ブルカング：アイシンに帰順し、エフとなった。
- 娘：ブヤングの同母姉妹。ヌルハチの子・ダイシャンの後妻。
- 娘・ドゥンガ (東哥)：ブヤングの妹。歴史上有名な北関老女。

## 脚註
1. ↑  柳邊紀略-3, 八旗滿洲氏族通譜-22, 清史稿-223。
2. ↑  『滿洲實錄』の「畢登圖 葉爾登 (bedengtu yeldeng)」と同一人物か。
3. ↑  维基百科には「……抓走王台之子康古鲁，并借机向明朝要求更多敕书。」とあるが、典拠不詳。カングルはブジャイの叔母・温姐の後夫であり、イェヘとは内通する関係であったため、「抓走」される筋合いがない。後半の、貢勅を更に要求したという件りも、出典がわからない。
4. ↑  维基百科には「事后，逃回叶赫的纳林布禄向建州索要布寨尸体，努尔哈赤将其尸砍为一半后送还。」とあるが、典拠不詳。参照文献にあがっている『清史稿』巻23にもそのような記述はみあたらない。

## 参照

### 史籍
- 趙爾巽, 他100余名『清史稿』巻223, 清史館, 1928 (漢文) ＊中華書局版

### Webサイト
- 栗林均「モンゴル諸語と満洲文語の資料検索システム」東北大学
- 「明實錄、朝鮮王朝実録、清實錄資料庫」中央研究院歴史語言研究所 (台湾)
- 「人名權威 人物傳記資料庫」中央研究院歴史語言研究所 (台湾)